# Guarico (Venezuela)
Pour les articles homonymes, voir Guarico.
Guarico est la capitale de la paroisse civile de Guarico de la municipalité de Morán de l'État de Lara au Venezuela. 